# No Absolute Time
No Absolute Time è un album in studio del musicista francese Jean-Luc Ponty, pubblicato nel 1993.

## Tracce
1. No Absolute Time – 5:42
2. Savannah – 9:18
3. Lost Illusions – 5:03
4. Dance of the Spirits – 4:59
5. Forever Together – 5:46
6. Caracas – 3:53
7. The African Spirit – 4:58
8. Speak Out – 6:23
9. Blue Mambo – 6:12
10. The Child in You – 4:33